# Nay Pyi Taw Football Club
O Nay Pyi Taw Football Club é um clube de futebol com sede em Nay Pyi Taw, Myanmar. A equipe compete no Campeonato Birmanês de Futebol.

## História
O clube foi fundado em 2010.